# Bang Ye-dam
Bang Ye-dam (Seul, 7 de maio de 2002) é um cantor sul-coreano. Ele é conhecido por ter sido vice-campeão da 2ª temporada do K-pop Star da SBS e por ser ex-membro do boy-group Treasure, criado pela YG Entertainment.
Seu pai é o cantor Bang Dae-sik.

## Biografia

### Primeiros anos
Bang Ye-dam nasceu em 7 de maio de 2002 em Seul, Coreia do Sul. Vindo de uma família de orientação musical, seu pai, Bang Dae-sik, é conhecido por suas canções em comerciais e programas de animação como Name Card e Dried Fruit. Sua mãe, Jung Mi Young é bem conhecida por cantar trilhas sonoras do drama coreano "Friends" e no filme "After the Show Ends". Seu tio, Bang Byung-seok, é bem conhecido como compositor e diretor da indústria cinematográfica comercial.
Ye-dam está atualmente matriculado na escola School of Performing Arts Seoul em Guro-gu, Seul.

### 2012-2013: Kpop Star 2
Em agosto de 2012, Ye-dam fez o teste para o programa de sobrevivência da SBS, K-pop Star. Ao ouvir os vocais de Ye-dam durante a primeira rodada, BoA elogiou seus vocais comparando-o com um jovem Michael Jackson, mas explicando que quando ele atingiu as notas altas que a semelhança era ainda mais evidente. Park Jin-young elogiou o senso de ritmo e tom do garoto de 10 anos de idade, mencionando que não era rústico e de como ele estava ciente de quando enfatizar ou ser flexível com o ritmo. Yang Hyun-suk Mencionou que sua voz poderia atingir a alma do público, acrescentando ainda mais como seu vocal é atraente e agradável ao ouvido. Ele foi vice-campeão ficando trás da dupla de irmãos Akdong Musician.
Depois de receber um profundo amor do público em geral, em junho de 2013, Yang Hyun-suk confirmou que Ye-dam juntou-se à YG Entertainment. Como resultado, os vencedores do primeiro e segundo lugar da 2ª temporada do K-Pop Star estão agora sob a YG Entertainment.
No final do ano, Ye-dam fez uma aparição no episódio final do programa WIN: Who is Next com os artistas da YG: Lee Hi e Akdong Musician, marcando sua primeira aparição em um programa de TV após o final da 2ª Temporada do K-Pop Star. Eles tiveram uma colaboração cantando a música Officially Missing You.

### 2018-presente: YG Treasure Box
Em Novembro de 2018, Ye-dam participou do reality show de sobrevivência chamado YG Treasure Box e foi colocado com 28 outros trainees da YG para garantir um lugar no novo grupo masculino da empresa. Durante a final, foi anunciado que Ye-dam garantiu seu lugar no novo grupo da YG, ficando em primeiro lugar entre os vocalistas. Beirando o final do programa, foi revelado que o grupo iria se chamar: Treasure.

## Discografia

### Outras músicas gravadas
| Título                                                                               | Ano  | Posições | Vendas          | Álbum                      |
| Título                                                                               | Ano  | KOR      | Vendas          | Álbum                      |
| ------------------------------------------------------------------------------------ | ---- | -------- | --------------- | -------------------------- |
| "Sir Duke"                                                                           | 2013 | 42       | - KOR: 94,393+  | K-pop Star S2 TOP8         |
| "When a Man Loves a Woman"                                                           | 2013 | 61       | - KOR: 41,479+  | K-pop Star S2 TOP5         |
| "Only You" (너뿐이야)                                                                | 2013 | —        | - KOR: 26,151+  | K-pop Star S2 TOP4         |
| "Karma Chameleon"                                                                    | 2013 | 70       | - KOR: 41,254+  | K-pop Star S2 TOP2         |
| "Officially Missing You"                                                             | 2013 | 11       | - KOR: 601,644+ | K-pop Star S2 TOP2 Special |
| "—" denota lançamentos que não entraram no chart ou não foram lançados nessa região. |      |          |                 |                            |

## Filmografia

### Séries de televisão
| Data | Canal   | Título                    | Notas            |
| ---- | ------- | ------------------------- | ---------------- |
| 2018 | Netflix | YG Future Strategy Office | Ep. 3 (Aparição) |

### Reality show
| Data    | Canal         | Título              | Notas         |
| ------- | ------------- | ------------------- | ------------- |
| 2012-13 | SBS           | K-pop Star Season 2 | Vice-campeão  |
| 2014    | SBS           | K-pop Star Season 3 | Episódio 14   |
| 2014    | Mnet          | Winner TV           | Episódio 8    |
| 2017    | Mnet          | Stray Kids          | Episódios 6-7 |
| 2018    | JTBC2 YouTube | YG Treasure Box     | Concorrente   |

## Prêmios e indicações
| Ano       | Prêmio       | Categoria | Resultado |
| --------- | ------------ | --------- | --------- |
| 2012-2013 | K-pop Star 2 | 2º Lugar  | Venceu    |